# Vaření v páře

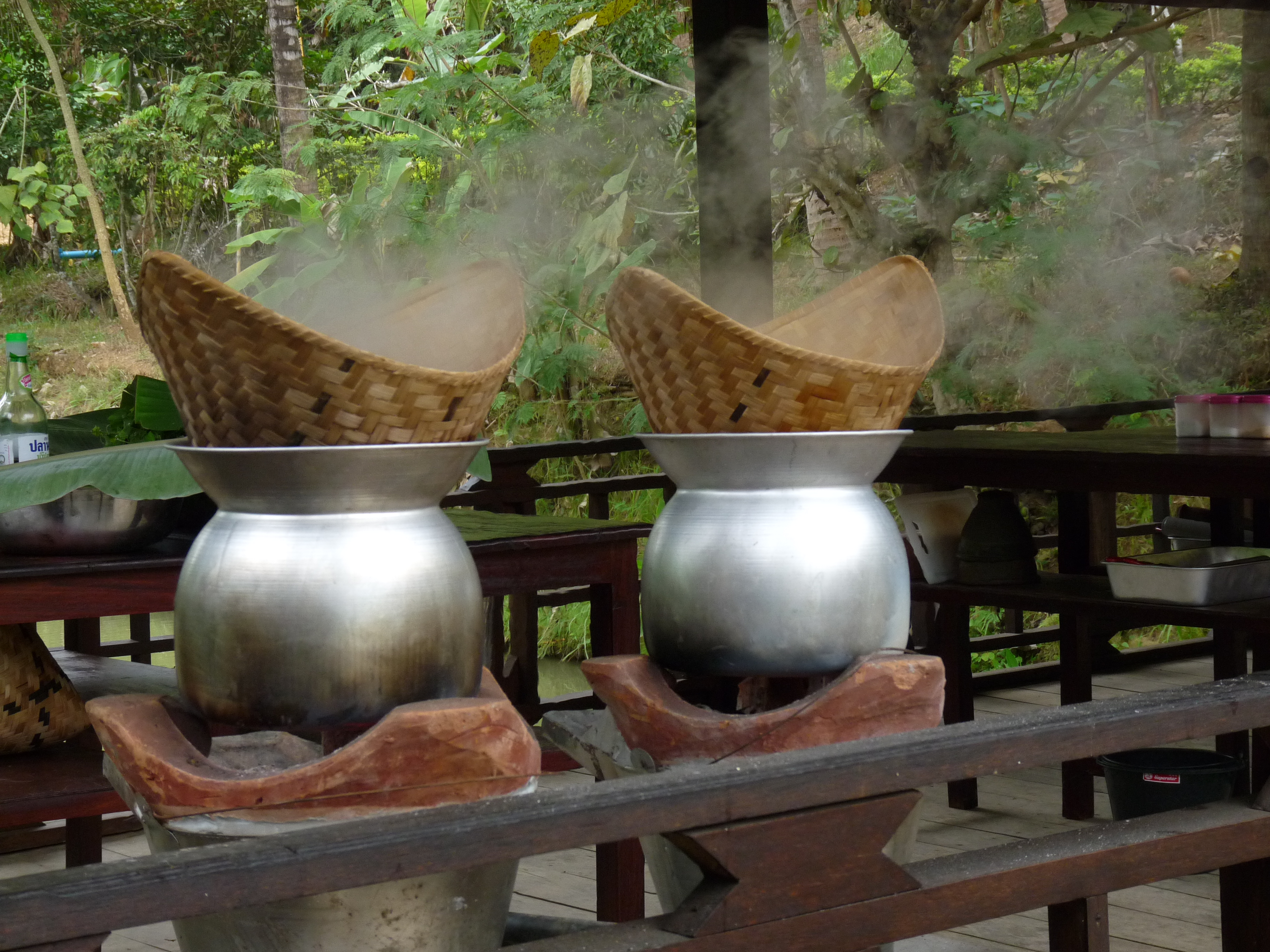
Tradiční pařáky na rýži v Laosu

Vaření v páře je metoda vaření potravin ve vodní páře. Může se buď provádět v parním hrnci vyrobeném přímo pro vaření jídla v páře, anebo lze využít pařák umístěný nad hladinou vřící vody v obyčejném hrnci či wok pánvi. Vaření v páře je typické pro východoasijskou a jihovýchodoasijskou kuchyni, ale používá se i v jiných oblastech včetně evropské kuchyně.
Jedná se o techniku velmi starou. Na americkém jihozápadě byly nalezeny napařovací jámy používané k vaření, které jsou staré asi 5000 let. Vaření v páře je považováno za zdravou techniku vaření, kterou lze použít pro mnoho druhů potravin.
Ve srovnání s úplným ponořením do vroucí vody může být vaření v páře rychlejší a energeticky úspornější, protože vyžaduje méně vody a využívá termodynamických vlastností přenosu tepla párou.